# Pol Roger

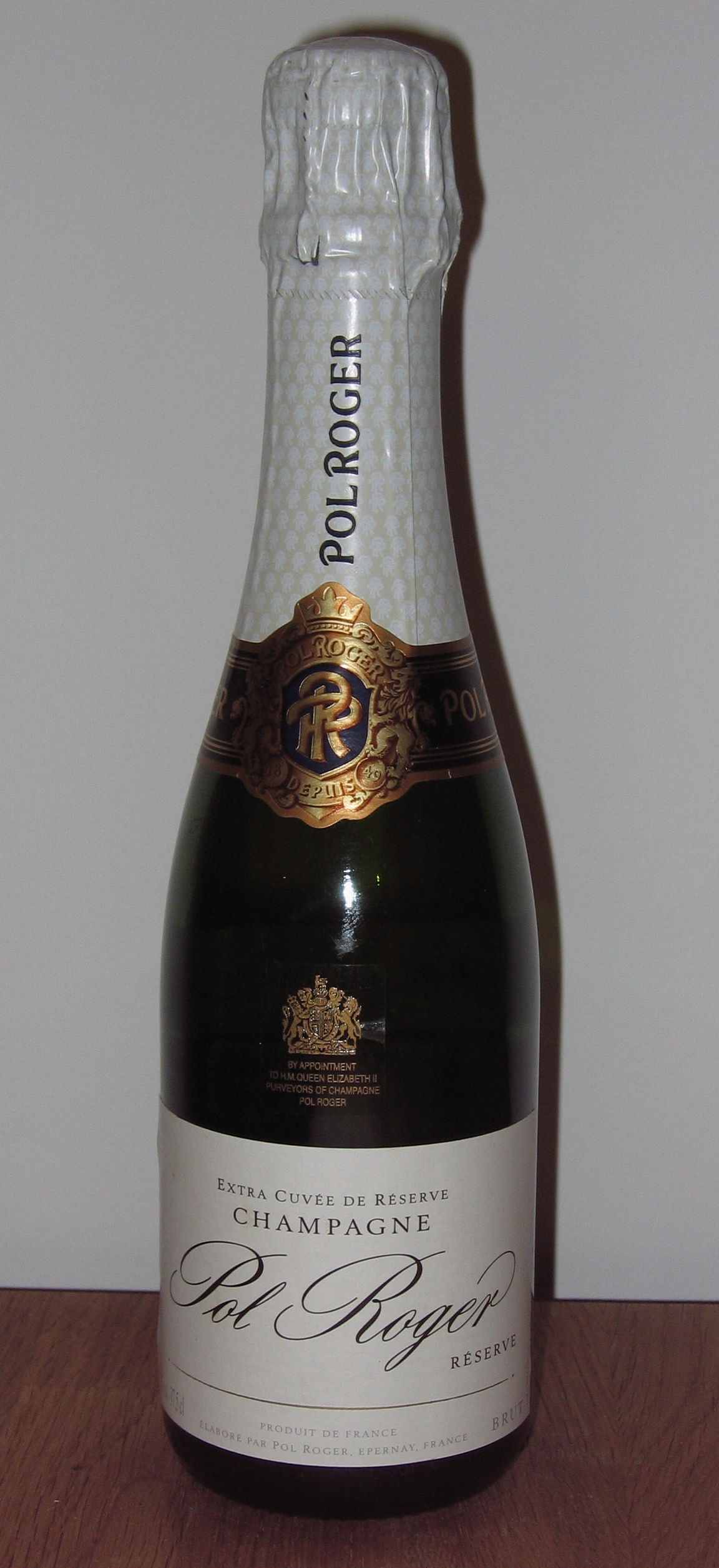
En flaska Pol Roger.

Pol Roger, franskt champagnehus grundat 1849 i Épernay. Det är ett av de sista familjeägda champagneföretagen och drivs idag av Jean Pol-Roger och Hubert de Billy.
1908 köpte Storbritanniens dåvarande handelsminister, Winston Churchill, sin första flaska Pol Roger. Champagnen skulle följa honom genom livet och när han dog 1965 hedrades han av Pol Roger med en sorgkant på alla flaskor som såldes i Storbritannien. 1984 lanserade Pol Roger sin prestigechampagne "Cuvée Sir Winston Churchill".

## Champagner från Pol Roger
- Brut Réserve (torr, ej årgångsbestämd)
- Rich (halvtorr, ej årgångsbestämd)
- Brut Vintage (torr, årgångsbestämd)
- Rosé Vintage (rosé, årgångsbestämd)
- Chardonnay Vintage (torr, årgångsbestämd, Blanc de blanc)
- Cuvée Sir Winston Churchill (prestigechampagne)